# Els Callens
Els Callens (Antuérpia, 20 de Agosto de 1970) é uma ex-tenista profissional belga.

## Olimpíadas

### Duplas: 1 (1 bronze)
| Resultado | Ano  | Campeonato | Piso | Parceira         | Oponentes                            | Placar        |
| --------- | ---- | ---------- | ---- | ---------------- | ------------------------------------ | ------------- |
| Bronze    | 2000 | Sydney     | Duro | Dominique Monami | Olga Barabanschikova Natalia Zvereva | 4–6, 6–4, 6–1 |

## WTA Tour finais

### Simples: 1 (0-1)
| Legenda: Antes de 2009  | Legenda: Depois de 2009 |
| ----------------------- | ----------------------- |
| Grand Slam (0–0)        |                         |
| Olimpíadas (0–0)        |                         |
| WTA Championships (0–0) |                         |
| Tier I (0–0)            | Premier Mandatory (0–0) |
| Tier II (0–0)           | Premier 5 (0–0)         |
| Tier III (0–1)          | Premier (0–0)           |
| Tier IV & V (0–0)       | International (0–0)     |

| Resultado | N. | Data            | Torneio             | Piso    | Oponente     | Placar   |
| Vice      | 1. | 27 Outubro 1996 | Quebec City, Canadá | Carpete | Lisa Raymond | 4–6, 4–6 |

### Duplas: 22 (10–12)
| Legenda: Antes de 2009  | Legenda: Depois de 2009 |
| ----------------------- | ----------------------- |
| Grand Slam (0–0)        |                         |
| Olimpíadas (0–0)        |                         |
| WTA Championships (0–0) |                         |
| Tier I (0–0)            | Premier Mandatory (0–0) |
| Tier II (0–0)           | Premier 5 (0–0)         |
| Tier III (0–0)          | Premier (0–0)           |
| Tier IV & V (0–0)       | International (0–0)     |

| Resultado | N.  | Data              | Torneio                      | Piso    | Parceira               | Oponentes                             | Placar           |
| Campeã    | 1.  | 6 Janeiro 1996    | Auckland, Nova Zelândia      | Saibro  | Julie Halard-Decugis   | Jill Hetherington Kristine Kunce      | 6–1, 6–0         |
| Vice      | 1.  | 19 Maio 1996      | Cardiff, Pais de Gales       | Saibro  | Laurence Courtois      | Katrina Adams Mariaan de Swardt       | 0–6, 4–6         |
| Campeã    | 2.  | 14 Junho 1998     | Birmingham, Inglaterra       | Grama   | Julie Halard-Decugis   | Lisa Raymond Rennae Stubbs            | 2–6, 6–4, 6–4    |
| Campeã    | 3.  | 22 Novembro 1998  | Pattaya, Tailândia           | Duro    | Julie Halard-Decugis   | Rika Hiraki Aleksandra Olsza          | 3–6, 6–2, 6–2    |
| Campeã    | 4.  | 13 Agosto 2000    | Los Angeles, California, EUA | Duro    | Dominique Van Roost    | Kimberly Po Anne-Gaëlle Sidot         | 6–2, 7–5         |
| Vice      | 2.  | 5 Novembro 2000   | Quebec City, Canadá          | Duro    | Kimberly Po            | Nicole Pratt Meghann Shaughnessy      | 3–6, 4–6         |
| Campeã    | 5.  | 13 Maio 2001      | Berlin, Alemanha             | Clay    | Meghann Shaughnessy    | Cara Black Elena Likhovtseva          | 6–4, 6–3         |
| Winner    | 6.  | 19 May 2001       | Antwerp, Belgium             | Saibro  | Virginia Ruano Pascual | Kristie Boogert Miriam Oremans        | 6–3, 3–6, 6–4    |
| Vice      | 3.  | 16 Setembro 2001  | Waikoloa, Hawaii, EUA        | Duro    | Nicole Pratt           | Tina Križan Katarina Srebotnik        | 2–6, 3–6         |
| Vice      | 4.  | 28 Outubro 2001   | Linz, Áustria                | Duro    | Chanda Rubin           | Jelena Dokić Nadia Petrova            | 1–6, 4–6         |
| Vice      | 5.  | 3 Fevereiro 2002  | Toquio, Japão                | Carpete | Roberta Vinci          | Lisa Raymond Rennae Stubbs            | 1–6, 1–6         |
| Vice      | 6.  | 7 Abril 2002      | Sarasota, Florida, EUA       | Saibro  | Conchita Martínez      | Jelena Dokić Elena Likhovtseva        | 7–6(5), 3–6, 3–6 |
| Campeã    | 7.  | 16 Junho 2002     | Birmingham, Inglaterra       | Grama   | Shinobu Asagoe         | Kimberly Po Nathalie Tauziat          | 6–4, 6–3         |
| Campeã    | 8.  | 15 Junho 2003     | Birmingham, Inglaterra       | Grama   | Meilen Tu              | Alicia Molik Martina Navrátilová      | 7–5, 6–4         |
| Vice      | 7.  | 10 Agosto 2003    | Los Angeles, California, EUA | Duro    | Elena Bovina           | Mary Pierce Rennae Stubbs             | 3–6, 3–6         |
| Vice      | 8.  | 2 November 2003   | Quebec City, Canad´´         | Carpete | Meilen Tu              | Ting Li Sun Tiantian                  | 3–6, 3–6         |
| Vice      | 9.  | 16 Janeiro 2004   | Hobart, Austrália            | Duro    | Barbara Schett         | Shinobu Asagoe Seiko Okamoto          | 6–2, 4–6, 3–6    |
| Campeã    | 9.  | 22 Fevereiro 2004 | Antwerp, Bélgica             | Duro    | Cara Black             | Myriam Casanova Eleni Daniilidou      | 6–2, 6–2         |
| Vice      | 10. | 11 Abril 2004     | Casablanca, Marrocos         | Saibro  | Katarina Srebotnik     | Marion Bartoli Émilie Loit            | 4–6, 2–6         |
| Vice      | 11. | 15 Agosto 2004    | Vancouver, Canadá            | Duro    | Anna-Lena Grönefeld    | Bethanie Mattek Abigail Spears        | 3–6, 3–6         |
| Vice      | 12. | 7 Novembro 2004   | Quebec City, Canadá          | Duro    | Samantha Stosur        | Carly Gullickson María Emilia Salerni | 5–7, 5–7         |
| Campeã    | 10. | 20 Fevereiro 2005 | Antuérpia, Bélgica           | Duro    | Cara Black             | Anabel Medina Garrigues Dinara Safina | 3–6, 6–4, 6–4    |